# رود اونک
رود اونک رودی است به River Clun می‌ریزد. این رود از کشور بریتانیا می‌گذرد.